# Norman Moore (Mediziner)

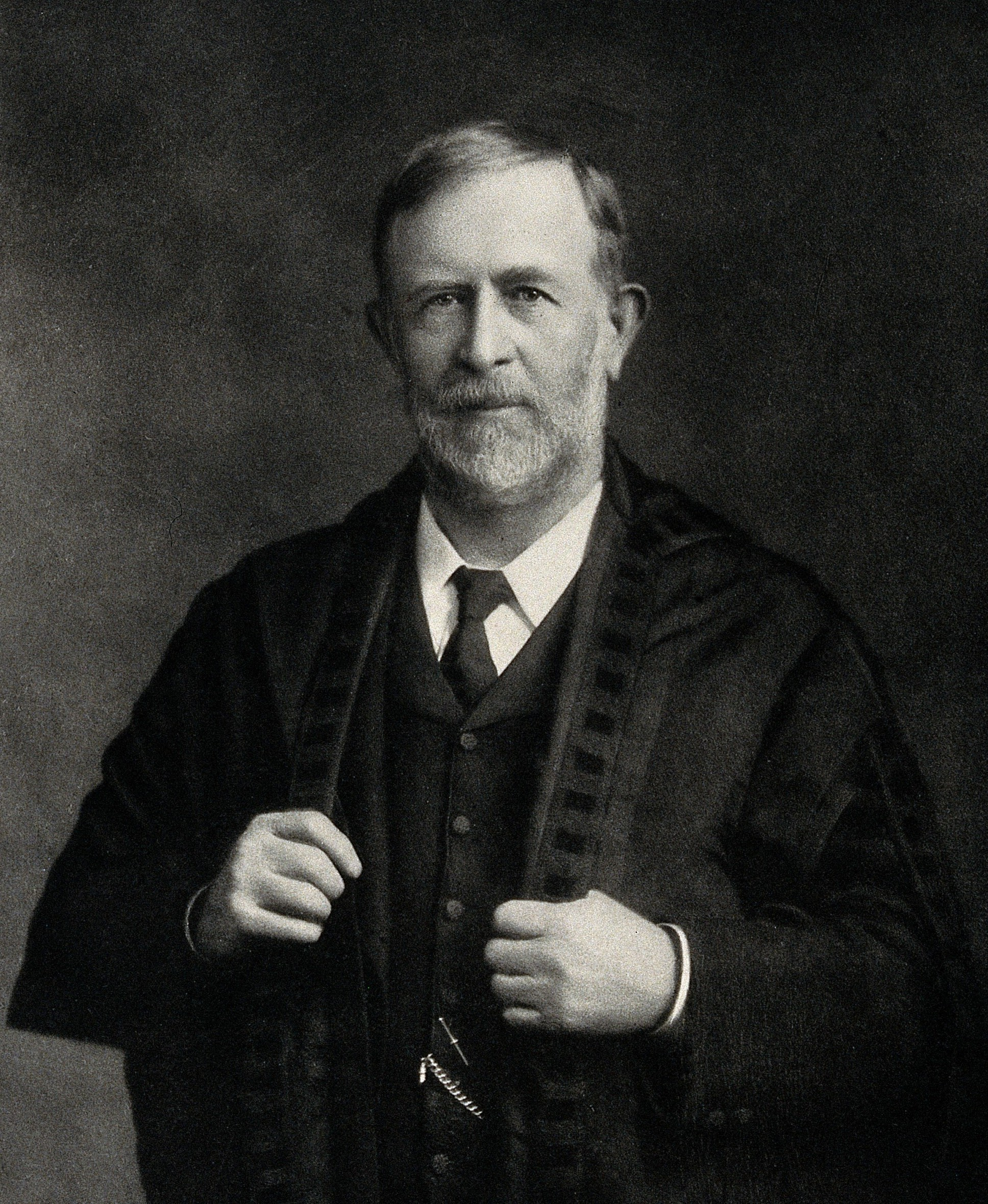
Norman Moore (Datum unbekannt)

Norman Moore (* 8. Januar 1847 in Higher Broughton; † 30. November 1922 in Whatlington, Battle) war ein irisch-britischer Mediziner. Bekanntheit erlangte er für seine Biografien von Persönlichkeiten der britischen Geschichte im Dictionary of National Biography von denen Moore nicht weniger als 468 verfasste. Ihm selbst blieb trotz dieser Leistung ein Eintrag bis 2004 verwehrt.

## Leben
Moore wurde als einziger Sohn des irisch-stämmigen Rechtsanwalts und Politikers Robert Ross Rowan Moore und dessen ebenfalls irisch-stämmiger Ehefrau geboren, der Abolitionistin Rebecca Fisher. Moores Vater verließ seine Frau vor der Geburt seines Sohnes, der so unter ihrem Einfluss aufwuchs. Der Junge besuchte die Chorlton High School. 1862 nahm er ein Studium am Owen’s College auf, der späteren University of Manchester Mit vierzehn Jahren unternahm Moore eine Wanderung durch Irland, dem Heimatland seiner Eltern. Er sprach fließend Irisch und war von der Geschichte des Landes fasziniert. In Irland lernte er während eines Besuchs von Walton Hall in Wakefield den Abenteurer und Autor Charles Waterton kennen, mit dem ihn bald eine tiefe Freundschaft verband. Waterton nahm den Jungen quasi als zweiten Sohn auf und Moore war anwesend, als Waterton 1865 starb.
Er gewann 1865 ein Stipendium für das St Catharine’s College der University of Cambridge und schloss dort 1869 in den Wissenschaften (B.A.) ab. Er nahm sein Medizinstudium am St Bartholomew’s Hospital in London auf und schloss 1872 mit M.A. und 1873 mit M.B. ab. Ebenfalls 1873 wurde er Mitglied des Royal College of Surgeons. 1876 erlangte er den M.D. Er wurde als Arzt am St. Bartholomews übernommen, das damit eine der zwei Institutionen wurde, denen sich Moore sein Leben lang mit ganzem Herzen widmen würde.
Am St Bartholomews bekleidete Moore unter anderem die Rollen des Warden (1874–1891), Dozent in vergleichender Anatomie (1874–1885), Demonstrator für krankhafte Anatomie (1879–1887), Dozent für Pathologie (1873–1893), Dozent für Medizin (1893–1911), Assistenzarzt (1883–1902), Arzt (1902–1911) und Belegarzt (1911–1922). Die Krönung seines Lebenswerks war die Veröffentlichung von History of St. Bartholomew’s Hospital, einer zweibändigen Geschichte des Hauses, 1918.
Moores Band mit dem Royal College of Physicians war ähnlich stark. 1877 als Fellow gewählt, war er Mitglied des Komitees, dass die ersten gemeinsamen Prüfungen des RCP vorbereitete und durchführte. Von 1901 bis 1922 war er der Vertreter des RCP am General Medical Council. Er hielt die Bradshaw Lectures 1889, die Harveian Oration 1901, die Fitz-Patrick-Lectures 1905–06 und die Lumleian-Lectures 1909. 1910 folgte er J. P. Payne als Bibliothekar des RCP. Dieses Amt gab er auf, als er 1918 zum Präsidenten des RCP gewählt wurde und das er bis zu seinem Tod hielt. Cambridge ehrte ihn mit den Linacre-Lectures am St John’s College 1913 und den Rede-Lectures 1914. Im St Catharines hängt ein Porträt des Absolventen. 1919 wurde er zum Baronet geadelt.
Moore war mehr als nur ein fähiger Arzt, Pathologe und Lehrer. Er war darüber hinaus auch ein Medizinhistoriker und ein Historiker des Landes seiner Geburt, Irland. Er trug mit 468 Biografien wesentlich zum Dictionary of National Biography bei. Er war Treuhänder des British Museums.

## Bibliografie

### Bücher
- 1889: The Pathological Anatomy of Diseases arranged according to the Nomenclature of the Royal College of Physicians
- 1918: History of St. Bartholomew’s Hospital
- History of Medicine as illustrated in English Literature
- The Presidents of the Royal Medical and Chirurgical Society 1805-1905
- Life of Charles Waterton
- Übersetzung von Windisch’s Irish Grammar
- The Loss of the Crown of Loeghaire

### Beiträge zum Dictionary of National Biography
- Artikel von Norman Moore auf Wikisource